# 眠レナイ夜ハ眠ラナイ夢ヲ
『眠レナイ夜ハ眠ラナイ夢ヲ』（ねむレナイよるハねむラナイゆめヲ）は、柴咲コウの3枚目のシングル（RUI名義含む）。2003年6月4日発売。発売元はユニバーサルミュージック。

## 解説
『月のしずく』のヒット後、柴咲コウ名義での2枚目のシングル。

## 収録曲
1. 眠レナイ夜ハ眠ラナイ夢ヲ
作詞:前田たかひろ　作曲:多胡邦夫　編曲:家原正樹
  - TBS系日曜劇場『笑顔の法則』主題歌
2. 浮雲
作詞:松井五郎　作曲:Jin Nakamura　編曲:松本良喜
  - キリンビバレッジ「キリンWO：」CMソング
3. 眠レナイ夜ハ眠ラナイ夢ヲ (Backing Track)
4. 浮雲 (Backing Track)

## 楽曲の収録アルバム
眠レナイ夜ハ眠ラナイ夢ヲ
- 『蜜』
- 『Single Best (柴咲コウのアルバム)』
- 『KO SHIBASAKI ALL TIME BEST 詩』

浮き雲
- 『蜜』
- 『The Back Best』

### 試聴（公式）
- 眠レナイ夜ハ眠ラナイ夢ヲ （ミュージックビデオ） - YouTube